# Birzjan Zjakypov
Birzjan Zjakypov (født 7. juli 1984) er en kasakhstansk amatørbokser, som konkurrerer i vægtklassen let-fluevægt. 
Zhakypov fik sin olympiske debut da han repræsenterede Kasakhstan under Sommer-OL 2008. Her blev han slået ud i kvartfinalen af Zou Shiming fra Kina i samme vægtklasse. Han deltog også i VM i 2005 i Mianyang, Kina hvor han fik en bronzemedalje.